# Villa Dal Verme

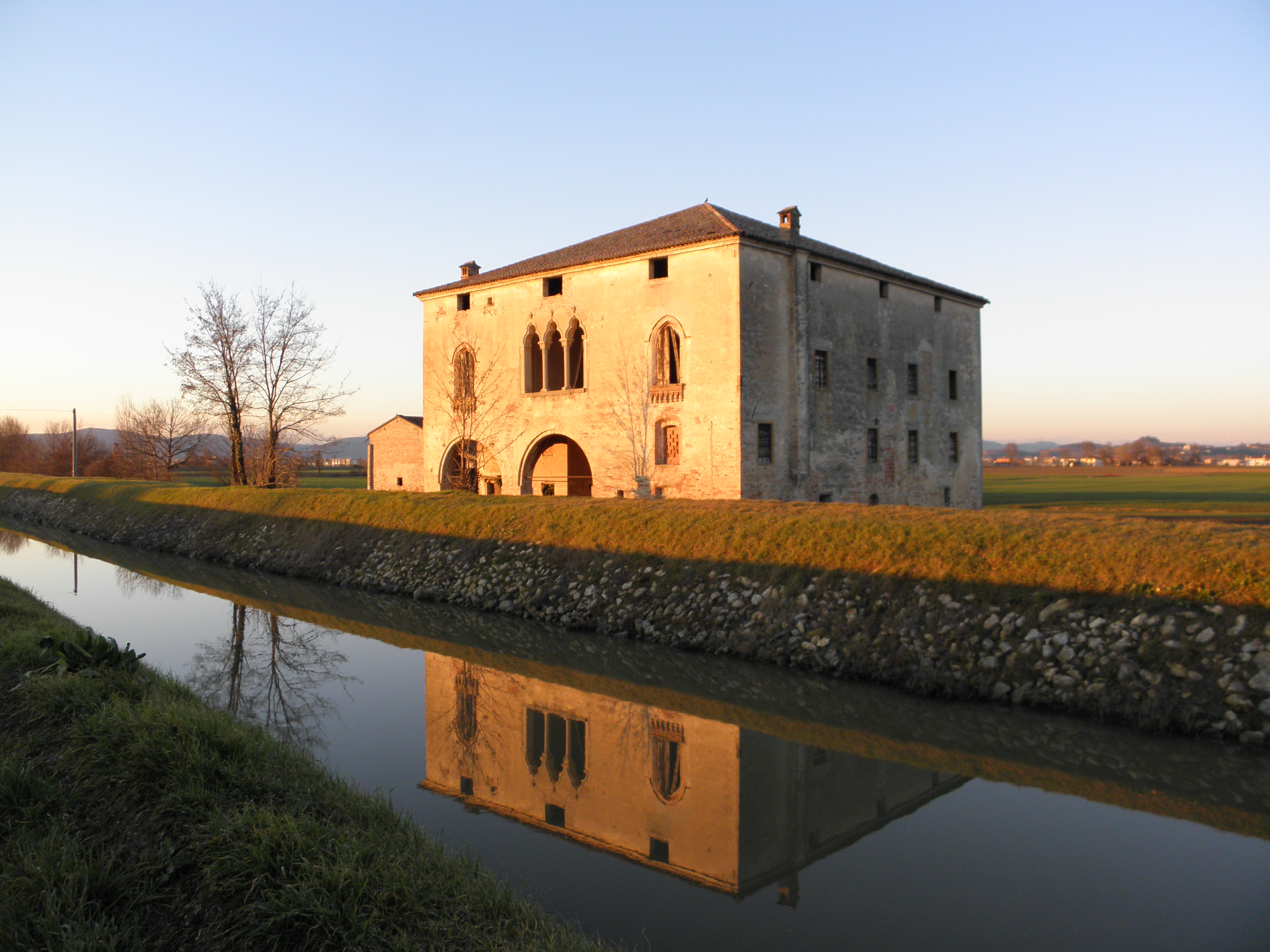
Villa Dal Verme, 2019: Bett und Uferböschung des Liona-Kanals wurden aufgeschüttet, daher verstellen sie den Blick auf das Untergeschoss.

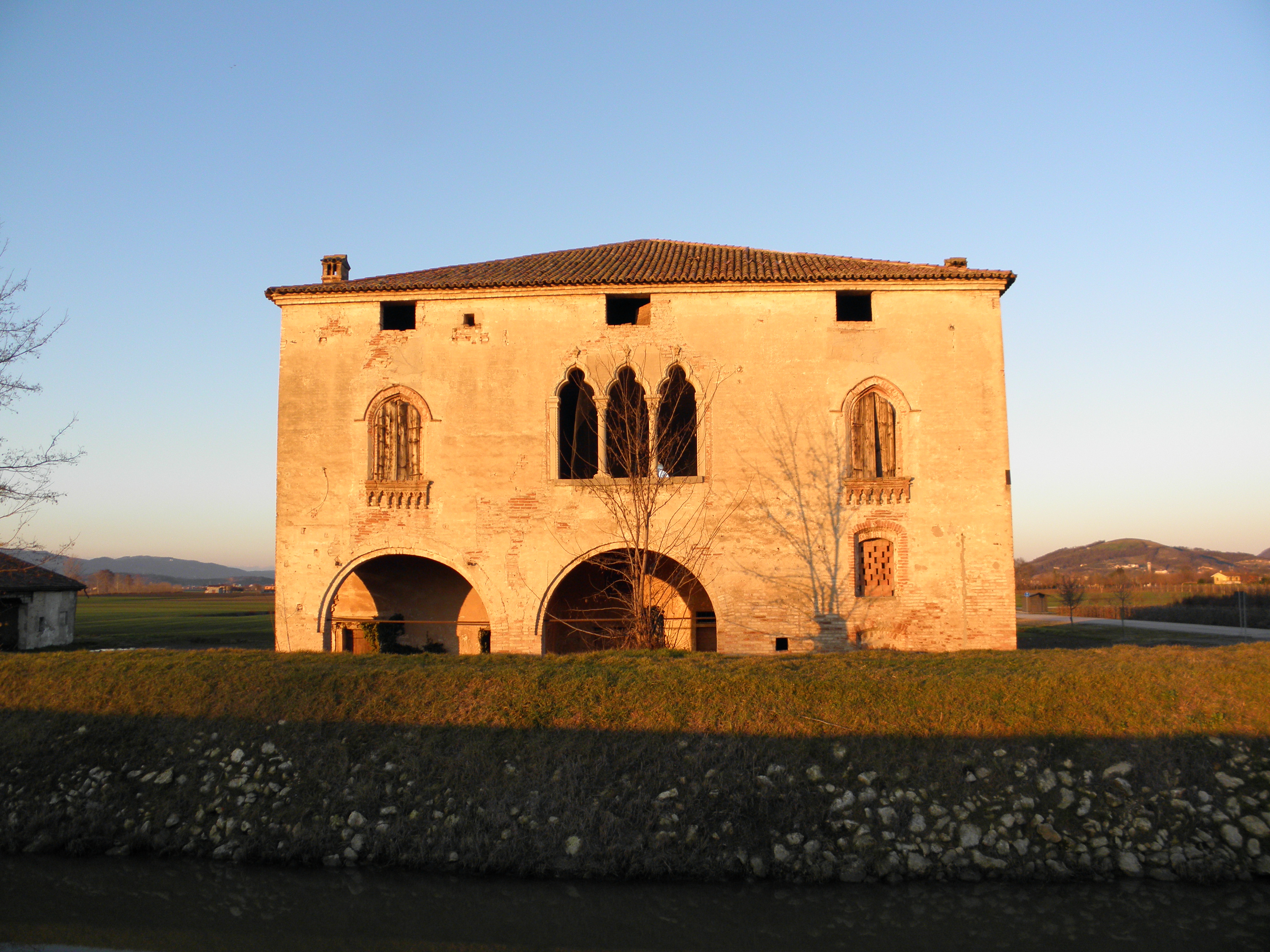
Frontalansicht

Die Villa Dal Verme aus dem frühen 15. Jahrhundert ist einer der wenigen erhaltenen Palazzi des Veneto aus dieser Zeit. Das Bauwerk befindet sich nur wenig außerhalb von Agugliaro unweit der Straße nach Vò am Canale Liona und wird gelegentlich als „Mutter aller Venetovillen“ bezeichnet.

## Geschichte
Die Villa wurde Anfang des 15. Jahrhunderts von der vermögenden lombardischen Familie der Dal Verme ausgebaut. Luchino dal Verme hatte mit einer Söldnerarmee in Diensten der Republik Venedig den Aufstand der venezianischen Siedler auf Kreta (1363–1366) unterdrückt. Seine Familie kam zu umfangreichen Landgütern in Verona, ebenso wie im unteren Vicentino, die sie jedoch im Zuge der Kämpfe zwischen Venedig und Mailand einbüßte. Teile ihres Besitzes erwarben, neben anderen Patrizierfamilien, die seit 1446 in Agugliaro ansässigen Fracanzani durch den Zwischenbesitzer Giovanni Pietro da Costa. Dies geschah nach dem Zusammenbruch infolge der Rebellion des Condottiere Alvise Dal Verme, im Jahr 1441; allein die Auflistung der konfiszierten Besitztümer des Condottiere in Verona füllte 62 dicht beschriebene folia. Auch die Pisani, eine der alten Adelsfamilien Venedigs, hatte sich 1437 am Aufkauf konfiszierter Dal-Verme-Güter beteiligt.
Hintergrund war die extreme Aufrüstung Venedigs bis 1433, als die Stadt mit dem Reich und dann Mailand im Krieg gestanden hatte. Die Armee wurde nach Kriegsende schlagartig von 31.000 Mann auf 5.000 Reiter und 2.000 Infanteristen verkleinert, die Condottieri entlassen. Der Condottiere Alvise Dal Verme weigerte sich jedoch 1436, sein Heer aufzulösen und verließ stattdessen die venezianischen Dienste. Doch erst als er noch im selben Jahr die Seite wechselte und nunmehr für Mailand kämpfte, ließ Venedig, das ihn nunmehr als Deserteur betrachtete, seinen Besitz konfiszieren und ihm seinen Ehrensitz im Großen Rat entziehen.
Das Vorgängergebäude der Dal-Verme-Villa könnte eher Verteidigungszwecken gedient haben, doch wurde es bald zum Warenlager und Wohnhaus (fondaco) ausgebaut und diente als Basis für den Handel mit Venedig. 
Die Treppen wiederum stammen aus späterer Zeit. Verschwunden sind die Anbauten, die noch in alten Katastern erwähnt werden und die in einer Karte von 1652 noch sichtbar sind. Dazu gehörte eine lange Barchessa an der Westseite, auf der sich nur die Besitzer des Hauses aufhalten durften, und ein Basso rustico an der Ostseite, ein einfacher, flacher Vor- oder Anbau. 
Entlang des Kanals führt zwischen dem Zusammenfluss mit dem Bisato und Agugliaro ein Radweg entlang. Nicht weit entfernt liegt die von Andrea Palladio begonnene Villa Saraceno, die Biagio Saraceno kurz vor 1568 am Ufer des Canale Liona fertiggestellt hat.

## Beschreibung

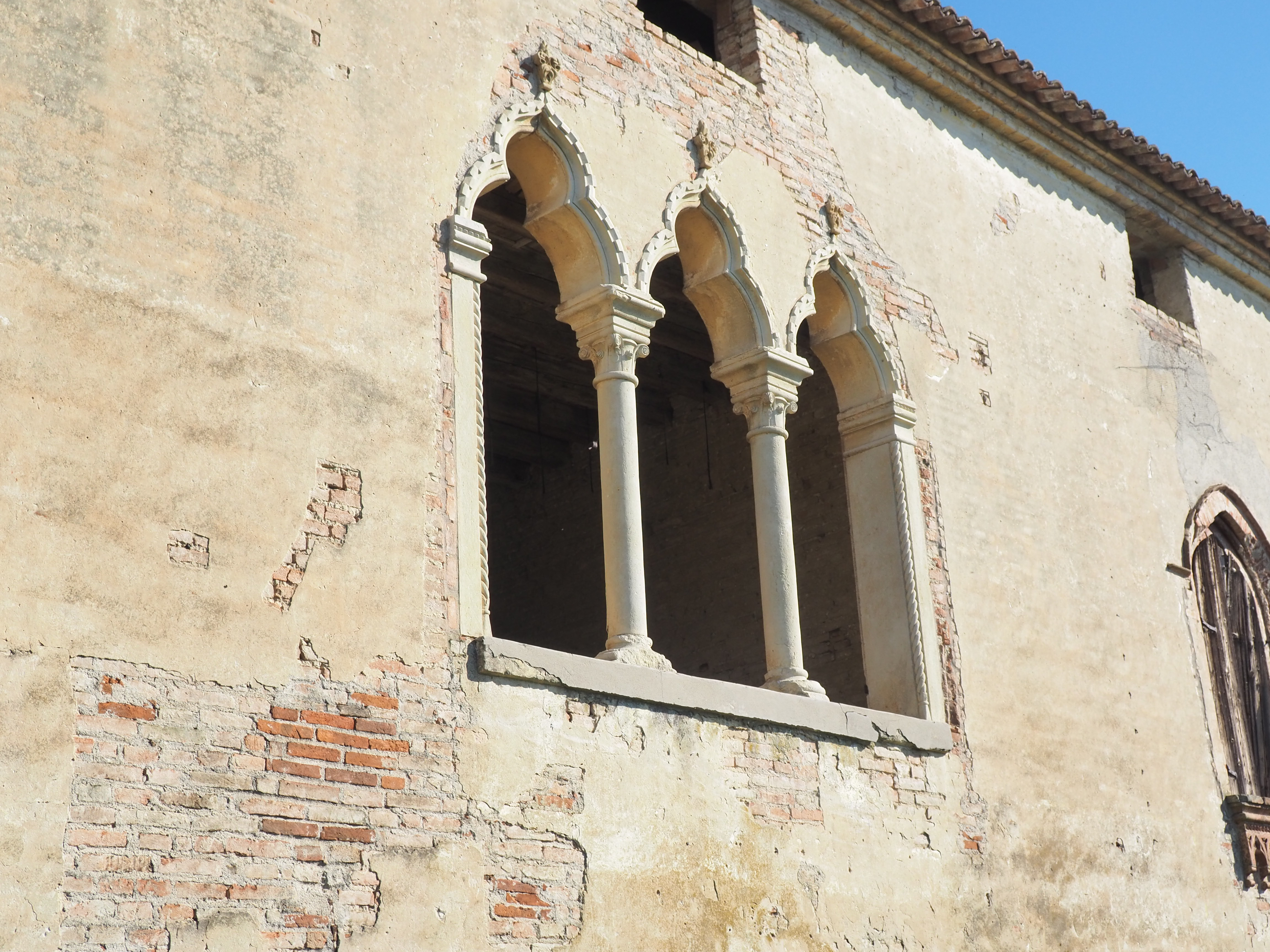
Triforen

Das quadratische Gebäude weist mit der Hauptfassade südwärts auf den Wasserlauf. Diese Fassade weist einen Portico mit zwei großen Bögen auf, rechts und links flankiert von je einem Fenster. Im Gegensatz dazu öffnet sich im Piano nobile eine Trifora, ein dreibogiges Fenster. Die Bögen ruhen auf schlanken Säulchen. Rechts und links daneben öffnen sich zwei große Fenster, dort befindet sich ein Wappen der Dal Verme. 
Die Nordfassade ist symmetrisch und öffnet sich Richtung Land, im Piano nobile wiederholt sich der Aufbau der Südfassade. 

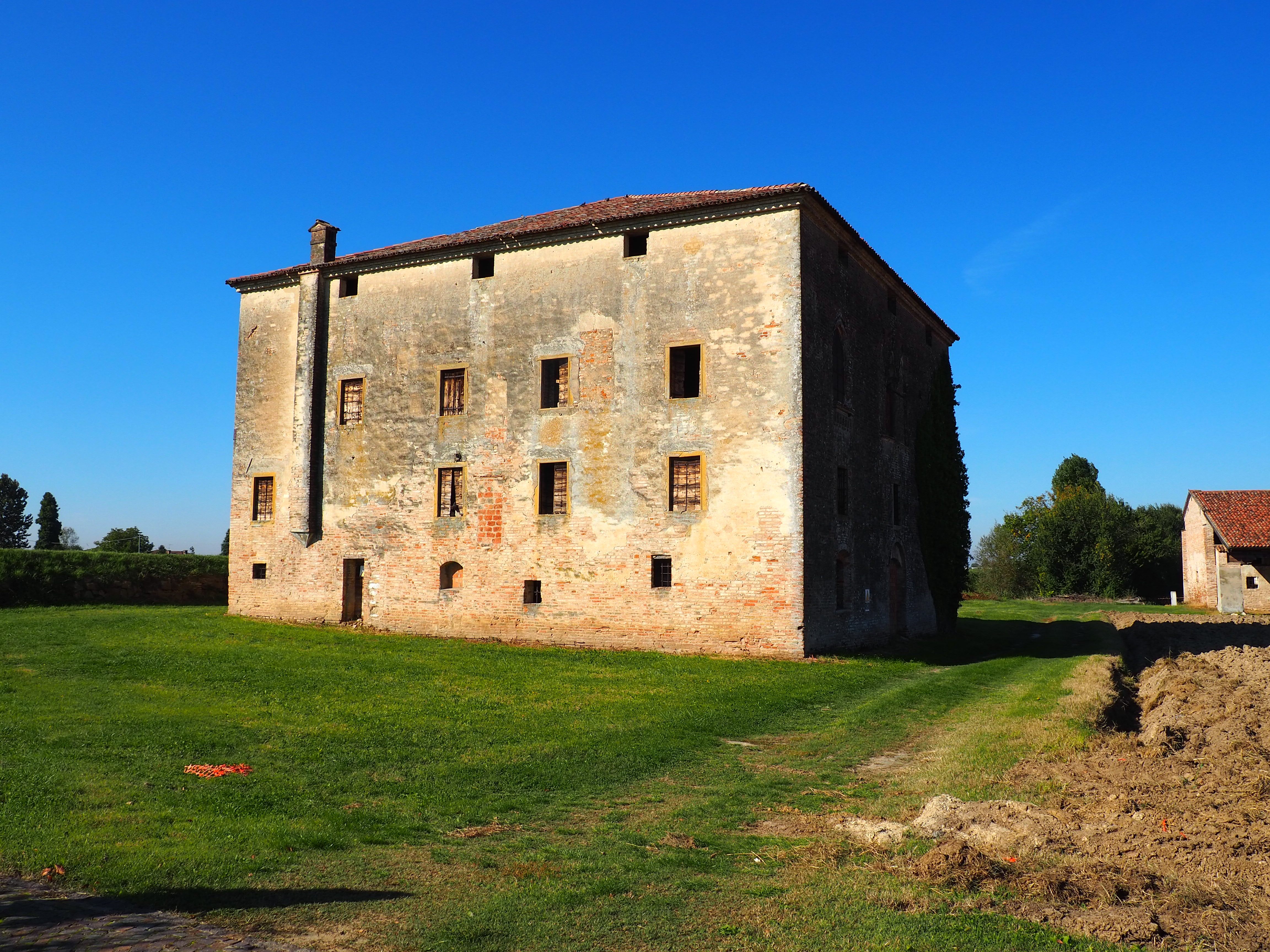
Seitenansicht

Aus späterer Zeit stammen die lateral durchbrochenen zahlreichen Fenster, die vergittert sind, und die ebenso auf die häufigen Besitzerwechsel zurückgehen, wie der fast vollständige Verlust der Malereien.
Das Innere ist ohne jeden Schmuck. Im Piano nobile befindet sich ein zentraler Salon, die Flügel sind heute unregelmäßig aufgeteilt. Möglicherweise befand sich ursprünglich an der Westseite ein ähnlich aufwändiger Portikus. 
Die Fenster gehen wohl auf lombardische Meister zurück, ebenso wie die Pforten des Salons im Piano nobile. Die Triforen hingegen stehen in der gotisch-venezianischen Tradition des späten 15. Jahrhunderts. Sie gehen dementsprechend auf eine spätere Ausbauphase zurück.